# Europameisterschaften im Modernen Fünfkampf 1989
Die Europameisterschaften im Modernen Fünfkampf 1989 wurden bei den Herren in Umeå, Schweden, sowie bei den Damen in Modena, Italien, ausgetragen. Bei den Damen war dies die erste Austragung, bei den Herren nach 1987 die zweite.

## Herren

### Einzel
| Platz | Land        | Sportler               |
| ----- | ----------- | ---------------------- |
| 1     | Sowjetunion | Wachtang Iagoraschwili |
| 2     | Ungarn      | László Fábián          |
| 3     | Schweden    | Per Nyqvist            |

### Mannschaft
| Platz | Land        | Sportler                                                    |
| ----- | ----------- | ----------------------------------------------------------- |
| 1     | Sowjetunion | Wachtang Iagoraschwili Anatoli Starostin Leonid Vitoslavsky |
| 2     | Italien     |                                                             |
| 3     | Polen       |                                                             |

## Damen

### Einzel
| Platz | Land       | Sportlerin             |
| ----- | ---------- | ---------------------- |
| 1     | Polen      | Dorota Idzi            |
| 2     | Frankreich | Sophie Moressée-Pichot |
| 3     | Polen      | Iwona Kowalewska       |

### Mannschaft
| Platz | Land       | Sportlerinnen                            |
| ----- | ---------- | ---------------------------------------- |
| 1     | Polen      | Dorota Idzi Iwona Kowalewska Anna Sulima |
| 2     | Ungarn     |                                          |
| 3     | Frankreich |                                          |

## Medaillenspiegel
| Platz | Land        | Goldmedaille | Silbermedaille | Bronzemedaille |
| 1     | Polen       | 2            | –              | 2              |
| 2     | Sowjetunion | 2            | –              | –              |
| 3     | Ungarn      | –            | 2              | –              |
| 4     | Frankreich  | –            | 1              | 1              |
| 5     | Italien     | –            | 1              | –              |
| 6     | Schweden    | –            | –              | 1              |